# Miloš Tolar
Miloš Tolar (* 15. května 1947) je bývalý český fotbalový obránce.

## Fotbalová kariéra
Odchovanec Litvínova hrál na vojně za Duklu Tachov. V nejvyšší soutěži působil v pražské Slavii, aniž by skóroval. Ze Slavie přestoupil do Zbrojovky Brno.

### Evropské poháry
Nastoupil v obou zápasech 2. kola Veletržního poháru (předchůdce Poháru UEFA) v sezoně 1968/69 proti západoněmeckému klubu Hamburger SV (20. listopadu 1968 prohra 4:1 v Hamburku , 27. listopadu 1968 výhra 3:1 v Praze).

## Ligová bilance
| Ročník                                   | Zápasy | Góly | Klub           |
| ---------------------------------------- | ------ | ---- | -------------- |
| 1. československá fotbalová liga 1968/69 | 9      | 0    | Slavia Praha   |
| 1. československá fotbalová liga 1969/70 | 1      | 0    | Slavia Praha   |
| 2. československá fotbalová liga 1969/70 | –      | 0    | Zbrojovka Brno |
| 2. československá fotbalová liga 1970/71 | 5      | 0    | Zbrojovka Brno |
| CELKEM 1. LIGA                           | 10     | 0    |                |